# Ligosullo
Ligosullo é uma fração italiana da comuna Treppo Ligosullo da região do Friuli-Venezia Giulia, província de Udine, com cerca de 195 habitantes. Estende-se por uma área de 16 km², tendo uma densidade populacional de 12 hab/km². Faz fronteira com Paluzza, Paularo, Treppo Carnico.
Ligosullo foi uma comuna italiana ata o 1 de fevereiro do 2018, quando se fusionou com Treppo Carnico, criando a nova comuna de Treppo Ligosullo.

## Demografia
| Variação demográfica do município entre 1861 e 2011                               |
|                                                                                   |
| Fonte: Istituto Nazionale di Statistica (ISTAT) - Elaboração gráfica da Wikipedia |